# Scopula benitaria
Scopula benitaria là một loài bướm đêm trong họ Geometridae.